# Moto Club Tona
El Moto Club Tona és una entitat esportiva catalana dedicada al motociclisme que fou fundada a Tona (Osona) el 1977. Creat i presidit inicialment per Lluís Simón Cornellana, nasqué amb la intenció de promocionar el trial. Dins d'aquesta especialitat organitzà el Trial de Tona, puntuable per al Campionat de Catalunya i d'Espanya, el Trial d'Aficionats (1981), el Campionat d'Osona de Trialers Afeccionats (1985) i el Trial de Clàssiques des del 1996. Els pilots més rellevants del club foren Francesc Terricabras, Lluís Parés, Jaume Capdevila i Esteve Baulenes. L'entitat incorpora la botiga-taller Moto Parés de Tona.